# سيزار فالديز
سيزار فالديز هو لاعب كرة قاعدة دومينيكاني، ولد في 17 مارس 1985 في سانتو دومينغو في جمهورية الدومينيكان.

## وصلات خارجية
- سيزار فالديز على موقع دوري كرة القاعدة الرئيسي (الإنجليزية)
- سيزار فالديز على موقعبيزبول رفرنس.كوم (الدوري الرئيسي) (الإنجليزية)
- سيزار فالديز على موقعبيزبول رفرنس.كوم (الدوري الثانوي) (الإنجليزية)
- سيزار فالديز على موقع إي إس بي إن.كوم (أم.أل.بي) (الإنجليزية)
- سيزار فالديز على موقع مشجعي الرسوم البيانية (الإنجليزية)